# Postmarxisme
El postmarxisme és un corrent de pensament que explora les diferents interpretacions de la tradició marxista i es proposa una teoria del social construït de manera discursiva, cosa que no significaria una reducció idealista del social i material al llenguatge o al pensament. Els postmarxistes es consideren realistes i materialistes, i amb una certa relació de continuïtat i superació respecte del materialisme històric de Karl Marx, amb el qual es proposa l'existència independent de l'home, d'un món exterior al pensament. A nivell filosòfic, el post-marxisme va en contra del derivacionisme i de l'essencialisme (per exemple, no veu en l'estat un instrument que "funciona" de manera inequívoca i autònoma en nom dels interessos d'una classe determinada). Les visions recents del post-marxisme es poden trobar a Ernesto Screpanti, Göran Therborn i Gregory Meyerson.

## Història
El post marxisme data de finals dels anys seixanta quan diverses tendències i esdeveniments d'aquest període van influir en el seu desenvolupament. La debilitat del paradigma de la Unió Soviètica es va fer evident i el marxisme va enfrontar una manca de renovació de perspectives d'anàlisi que s'arrossegava des dels anys trenta. Això va ocórrer simultàniament a les revoltes estudiantils de 1968, l'auge de la teoria maoista (que després va mostrar la seva inconsistència) i la proliferació de la televisió comercial que cobria en les seves emissions la guerra de Vietnam. Posteriorment, Laclau i Mouffe abordaren l'anàlisi de la modernitat sobre un marc post-marxista no essencialista.